# ルシンダ・ウィリアムス
ルシンダ・ウィリアムス（Lucinda Williams、1953年1月26日 - ）は、アメリカ合衆国のロック、フォーク、カントリー・ミュージックの歌手、ソングライター、ミュージシャンである。
彼女は1978年と1980年に2枚のアルバムを伝統的なカントリーとブルースのスタイルでレコーディングしたものの、ラジオやメディア、また世間からはほとんど注目されなかった。1988年、彼女はセルフタイトルのアルバム『ルシンダ・ウィリアムス』をリリースした。この作品には、メアリー・チェイピン・カーペンターが後にカバーし、1994年に初めてウィリアムスにグラミー賞の最優秀カントリー・ソング賞をもたらした「Passionate Kisses」をフィーチャーしていた。
ゆっくり作業することで知られているウィリアムスは、数年後となる1992年に1枚のアルバム『Sweet Old World』をリリースした。そして彼女の商業的なブレイクは、1998年のアルバム『カー・ホイール・オン・ア・グラヴェル・ロード』で始まることとなる。このアルバムは、ロック、ブルース、カントリー、アメリカーナを融合させつつ、一貫性のあるサウンドでコマーシャルなところは維持しているという独特なスタイルをもつ、幅広い楽曲を収録した作品となっている。グラミー賞にノミネートされた楽曲「Can't Let Go」を含む『カー・ホイール・オン・ア・グラヴェル・ロード』は、ウィリアムスのこれまでで最大の商業的な成功を収めた作品となった。アルバムはRIAAのゴールド認定を受け、批評家からも広く称賛されており、ウィリアムスはグラミー賞の最優秀コンテンポラリー・フォーク・アルバムを受賞した。ウィリアムスは3年後、好評をもって迎えられたアルバム『エッセンス』をリリースし、商業的にも成功を収めている。アルバムの楽曲の1つである「Get Right with God」により、2002年にウィリアムスはグラミー賞で最優秀女性ロック・ボーカル・パフォーマンスを受賞した。
ウィリアムスは一連のアルバムをリリースして以来、より重要な存在としての称賛と、商業的な成功を収めている。彼女は15のノミネートから3つのグラミー賞を受賞し、12のノミネートから2つのアメリカーナ賞を受賞した。さらに、ウィリアムスは1998年にVH1の「ロックンロールにおける100人の偉大な女性」で97位にランクされ、2002年に『タイム』誌により「アメリカのベスト・ソングライター」に選ばれ、「ローリング・ストーンの選ぶ歴史上最も偉大なソングライター」の79位に選ばれた。

## ディスコグラフィ

### アルバム
- 『ランブリン』 - Ramblin' (1979年)
- 『ハッピー・ウーマン・ブルース』 - Happy Woman Blues (1980年)
- 『ルシンダ・ウィリアムス』 - Lucinda Williams (1988年)
- Sweet Old World (1992年)
- 『カー・ホイール・オン・ア・グラヴェル・ロード』 - Car Wheels on a Gravel Road (1998年)
- 『エッセンス』 - Essence (2001年)
- 『ワールド・ウィズアウト・ティアーズ』 - World Without Tears (2003年)
- 『ライヴ・アット・ザ・フィルモア』 - Live @ The Fillmore (2005年)
- 『ウエスト』 - West (2007年)
- Little Honey (2008年)
- Blessed (2011年)
- Down Where the Spirit Meets the Bone (2014年)
- The Ghosts of Highway 20 (2016年)
- This Sweet Old World (2017年)
- Vanished Gardens (Charles Lloyd and the Marvelsとの共演) (2018年)
- Good Souls Better Angels (2020年)
- Stories from a Rock n Roll Heart (2023年)
- Sings The Beatles From Abbey Road (2024年)